# 鳴瀬友希
鳴瀬 友希（なるせ ゆうき、4月27日 - ）は、日本の声優。香川県出身。

## 略歴
2018年にステイラック附属声優・俳優養成所のFollow-Upに入所し、2020年よりステイラックに所属。
2024年3月31日、同日付でのステイラック退所が発表され、同年8月19日にREBOOTに所属した。

## 人物
趣味・特技としてバスケットボール、半身浴をそれぞれ挙げている。
動物が好きで、動物関連のYouTube動画をよく見ている。『お願い!ランキング』に出演した際には、自己PRでニワトリの声マネを披露した。

## 出演
太字はメインキャラクター。

### テレビアニメ
2021年
- ワールドトリガー（香取兄）

2023年
- 真・進化の実〜知らないうちに勝ち組人生〜（男子3、男子2）
- ダークギャザリング（水子霊）
- 夢見る男子は現実主義者（男子生徒D）
- とあるおっさんのVRMMO活動記（プレイヤー、お客）
- アンダーニンジャ（男子生徒1）

2024年
- ネガポジアングラー（少年）

2025年
- メダリスト（観客）

### Webアニメ
- かなかなかぞく（2020年、けんちゃん[5]）

### ゲーム
- 君は雪間に希う[6]

### ドラマCD
- 周辺男子（2020年、スマートフォン[7]）

### 吹き替え
- キャッチ!ティニピン（イヤピン）

### デジタルコミック
- 星のエイリアンに努力賞を。｣（2021年、宝ヨージロー[8]）
- ひとつしかないもの（2023年、メッセージ2、男子大生3、メッセージ3、男子大生4、アキ[9]）

### 舞台
- Wizards Storia-initium-（2021年、ミハイル少年[10]）